# Leptotrichum elongatum
Leptotrichum elongatum là một loài rêu trong họ Ditrichaceae. Loài này được Hook. f. & Wilson A. Jaeger mô tả khoa học đầu tiên năm 1873.